# René Arripe
 (février 2011).
Si vous disposez d'ouvrages ou d'articles de référence ou si vous connaissez des sites web de qualité traitant du thème abordé ici, merci de compléter l'article en donnant les références utiles à sa vérifiabilité et en les liant à la section « Notes et références ».
René Arripe est un écrivain français, né le 17 janvier 1948 à Aas, près de Laruns (Pyrénées-Atlantiques), en vallée d'Ossau.

## Biographie
Professeur d'espagnol au collège de Laruns, il a consacré toute son œuvre à l'histoire, aux traditions et aux activités humaines de la vallée d'Ossau et des vallées voisines. Descendant d'une famille de siffleurs d'Aas, il a consacré un ouvrage à ce langage sifflé très particulier qui permettait une véritable communication à très grande distance. Ses livres tracent un panorama détaillé de l'évolution de la vie aux XIXe et XXe siècles dans cette partie des Pyrénées. Vallée d'Ossau 2000 représente 7083 personnes des cantons de Laruns et d'Arudy, photographiées et identifiées, au travers de leurs activités sociales et économiques, au tournant du XXIe siècle. À quelques exceptions près, ses ouvrages sont auto-édités.

### Œuvres
- Histoire et petites histoires de Gourette, René Arripe, imp. Marrimpouey, 1978
- Jacques Orteig « L’animal des Eaux-Bonnes », 1980. Rééd. 1988 (3e édition) Marrimpouey, Pau
- Les siffleurs d’Aas, Imprimerie de la Monnaie, Pau, 1984
- La vallée d’Ossau, coll. Terres du Sud, Éditions Loubatières, 1985
- Ossau 1900 « Le canton de Laruns », Loubatières, Toulouse, 1987
- Ossau 1900 « Le canton d’Arudy », Loubatières, Toulouse, 1990
- Les Crestadous, l'étonnante histoire des châtreurs de la vallée d'Ossau et de ses environs en terre d'Espagne et du Portugal, René Arripe, 1994.
- Gourette d'hier à aujourd'hui, René Arripe, 1996
- Les dernières chasses à l'ours dans les Basses-Pyrénées, René Arripe, 1998
- Vallée d'Ossau 2000, le canton de Laruns, René Arripe
- Vallée d'Ossau 2000, le canton d'Arudy, René Arripe
- Les Neiges amères, 2010, René Arripe